# 다윗 왕 호텔

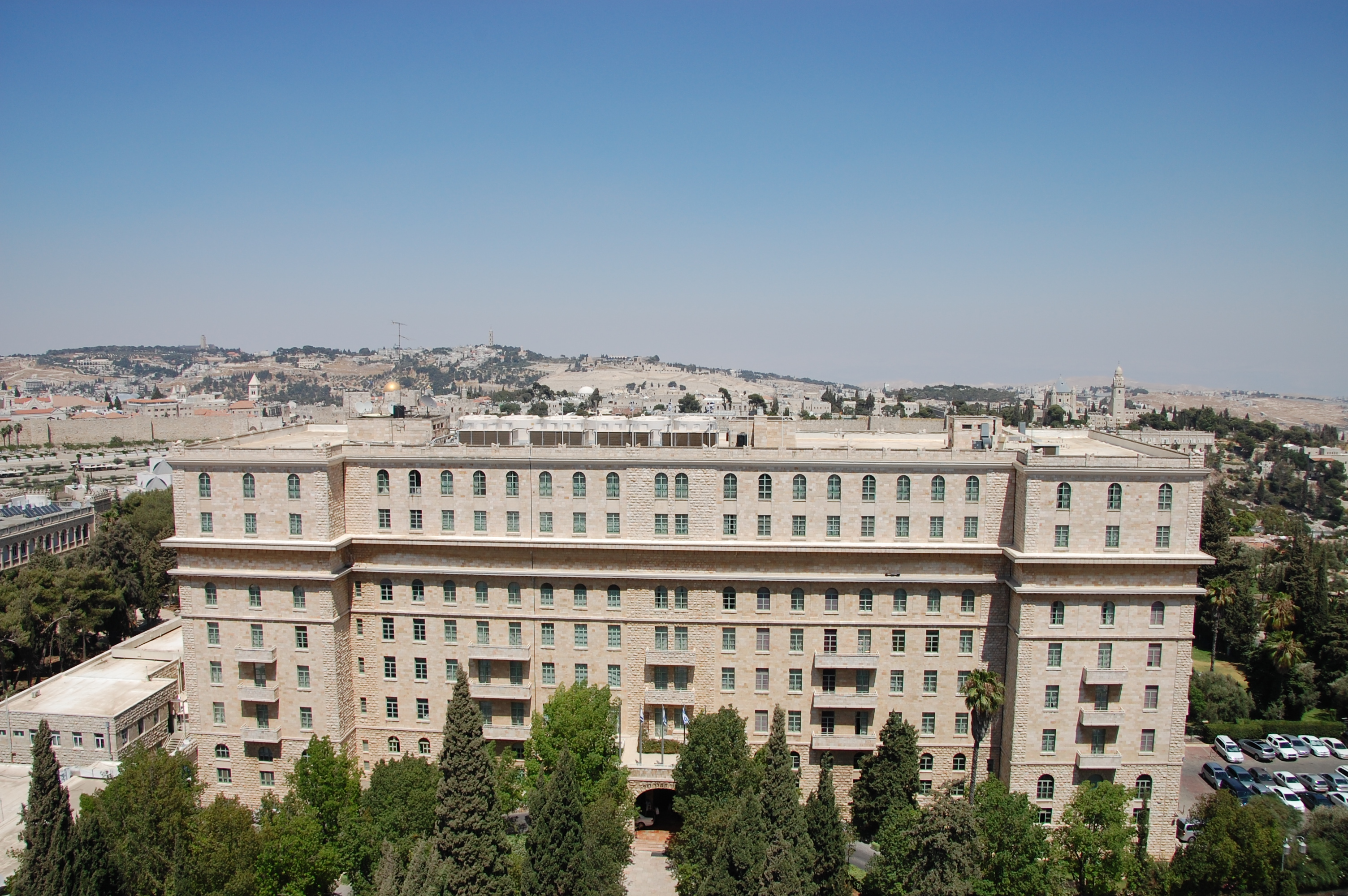

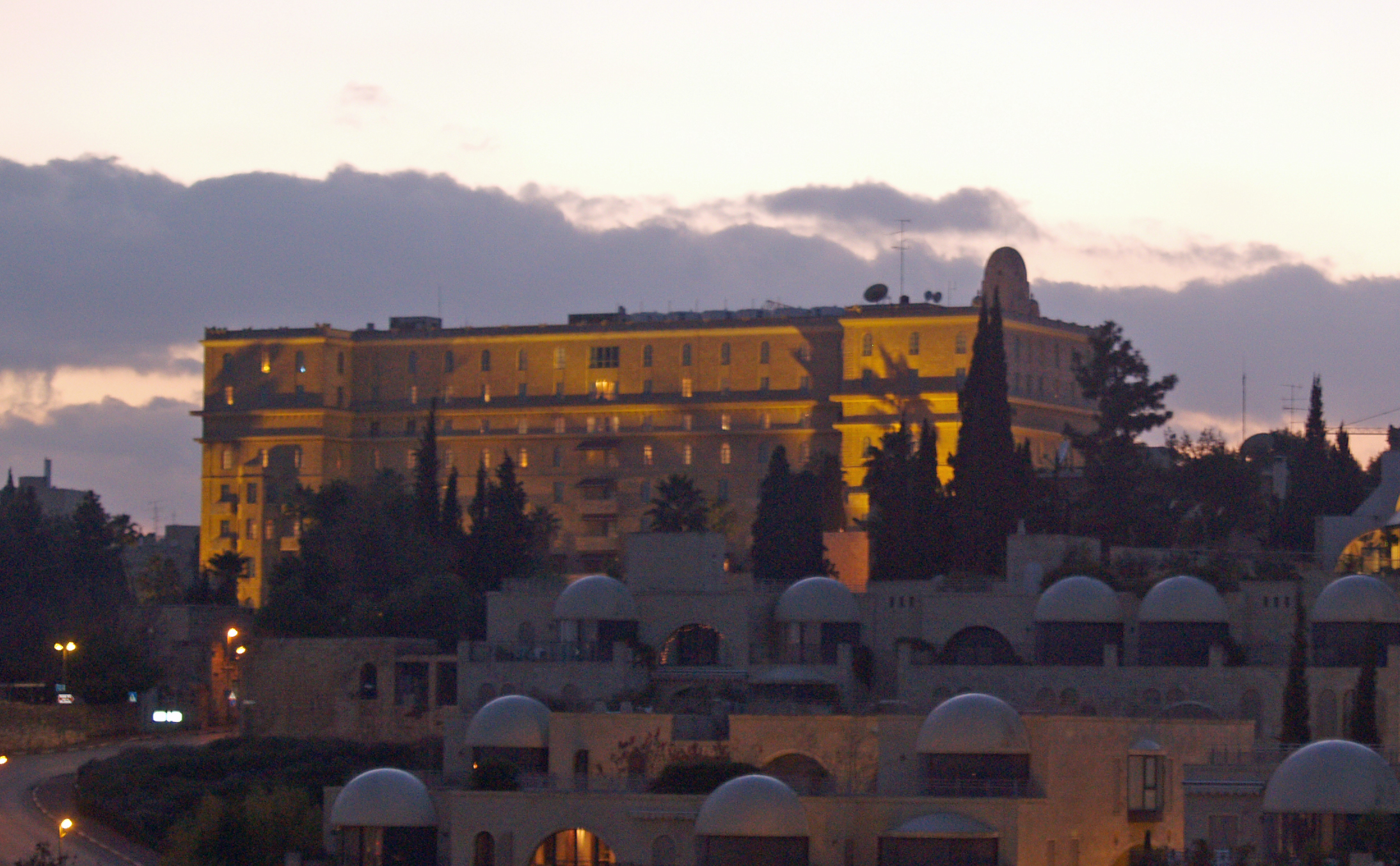
해질녘의 호텔 모습

다윗 왕 호텔(히브리어: מלון המלך דוד)은 이스라엘의 수도 예루살렘에 있는 5성급 호텔이다. 다윗 왕 호텔은 1931년 분홍빛의 대리석을 가져와서 지은 것이다. 호텔을 지은 사람은 억만장자로 명성을 누렸던 제임스 골드스미스의 아버지인 프랭크 골드스미스였다. 현재 호텔은 단 호텔그룹이 경영하고 있다.
오늘날 다윗왕 호텔은 단 호텔의 지점으로서 수많은 국가의 수장과 외교관을 접대하며 세계적으로도 주목 받는 호텔 중 하나로 성장했다. 호텔의 75주년을 기념하여 1층 현관 로비에는 기념 사진이 전시되고 있다.